# 1979 en jeu
Chronologie du jeu
- 1975
- 1976
- 1977
- 1978
- 1979
- 1980
- 1981
- 1982
- 1983

Cet article présente les faits marquants de l'année 1979 concernant le jeu.

## Évènements

### Compétitions
- 30 octobre : le Japonais Hiroshi Inoue remporte le IIIe championnat du monde d’Othello à Rome.